# Magi
Magi (perz. Maguš, lat. Magus, grč. μάγος; Magos) je naziv za drevne stručnjake iranske religijske tradicije (npr. zoroastrizam), no potrebno ih je razlikovati i od svećenika kao i čarobnjaka ili magičara s kojima ih se ponekad pogrešno poistovjećuje. Sudeći prema pisanju Herodota, magi su pripadali jednom od sedam medijskih plemena i prvi se put pojavljuju na dvoru Astijaga, vladara Medijskog Carstva. Jedan od najpoznatijih maga bio je Gaumata, uzurpator perzijskog prijestolja koji je kratkoročno vladao kao nasljednik Kambiza II. Prema pronađenim pločicama iz perzijske prijestolnice Perzepolisa saznajemo kako su magi u vrijeme Darijeve vladavine osim religijskih obavljali i administrativne dužnosti poput skupljanja poreza. Magi su zadržali značajnu ulogu i tijekom partskog i sasanidskog razdoblja kada se također pojavljuju kao skupljači poreza, dvorski savjetnici i suci. U kršćanskoj tradiciji najpoznatiji magi su sveta tri kralja koji su prema evanđelju došli u Betlehem pokloniti se tek rođenom Isusu.

## Poveznice
- Medijci
- Sveta tri kralja